# Принцеса цирку (фільм, 1982)
«Принцеса цирку» (рос. «Принцесса цирка») — радянський художній фільм 1982 року, знятий на кіностудії «Мосфільм» за мотивами оперети Імре Кальмана «Принцеса цирку».

## Сюжет
Все в місті йдуть до цирку, щоб побачити смертельний номер знаменитого містера Ікса. Приходить сюди і багата вдова графиня Палінська, заради прихильності якої будь-який чоловік готовий на все. Хто ж доб'ється любові красуні? Таємничий містер Ікс, цирковий артист, який щодня ризикує життям, або блискучий аристократ — інтриган, який домагається героїні, готовий йти по головах заради досягнення мети?

## У ролях
- Наталія Бєлохвостікова —  графиня Палінська
- Ігор Кеблушек —  Містер Ікс, він же молодий граф Палінський
- Микола Трофімов —  Князь
- Юрій Мороз —  Тоні
- Олена Шаніна —  Марі
- Людмила Касаткіна —  Мадам Кароліна, мати Тоні
- Володимир Басов —  Пелікан
- Олександр Ширвіндт —  Фіреллі
- Еммануїл Геллер —  диригент
- Олександр Пятков —  гусар
- Людмила Шагалова —  хіромантка
- Володимир Нікітін —  гусар
- Олександр Звенигорський —  генерал
- Володимир Балон —  гусарський ротмістр
- Валентин Гнеушев — епізод
- Валентина Мальянова — епізод
- Анатолій Малашкін — епізод
- Валерій Лисенков —  художник
- Тетяна Новицька — епізод
- Георгіос Совчіс —  піаніст
- Іван Синіцин — епізод
- Ігор Теплов — епізод
- Олександр Фріш — епізод
- Володимир Фірсов — чоловік пишної дами

## Знімальна група
- Автор сценарію і режисер-постановник:  Світлана Дружиніна
- Оператор-постановник:  Анатолій Мукасей
- Художник:  Валерій Філіппов
- Звукооператор:  Володимир Курганський
- Композитор: Імре Кальман
- Диригент  Костянтин Кримець
- Режисер: Григорій Торчинський
- Художник по костюмах:  Володимир Птіцин
- Монтажер: Галина Патрікеєва
- Редактор:  Ната Меренкова
- Музичний редактор:  Міна Бланк
- Директор: Сергій Вульман